# Биддефорд (Мэн)
Биддефорд (англ. Biddeford) — город в округе Йорк, в штате Мэн, США. По подсчетам бюро переписи населения в 2000 году население города составляло 20 942 человек, что делает Биддефорд первым по численности населения городом в округе и шестым в штате. В городе расположен Университет Новой Англии, также в городе проходит ежегодный франко-американский фестиваль La Kermesse.

## География
Согласно бюро переписи населения США, общая площадь города — 89,5 км², из которых: 77,7 км² — земля и 11,7 км² (13,12 %) — вода. Биддефорд расположен на берегу залива Мэн, через город протекает река Сако.

## Население
Согласно переписи населения в 2000 году, в городе проживали 20 942 человек, было 8 636 домашних хозяйств и 5 259 семья. Плотность населения составляла 269,4 человек на км². Количество жилых построек составило 9 631 со средней плотностью 123,9 на км². Разделение на расы составило: 96,65 % белых, 0,64 % афроамериканцев, 0,4 % американских индейцев, 0,99 % азиатов, 0,03 % выходцы из Океании, 0,18 % другие расы, и 1,12 % указали две или более расы. 0,65 % населения составили латино.
Из 7 636 домашних хозяйств, 28,4 % имели детей в возрасте до 18 лет, 44,4 % были женаты и жили вместе, 12,2 % имели женщину без мужа как главу хозяйства и 39,1 % не имели родства. 29,7 % домашних хозяйств состояли из одного человека и 11,1 % состояли из одного человека в возрасте 65 лет или старше. Средний размер домашнего хозяйства составил 2,32 человек, средний размер семьи 2,88 человек.
Возрастной состав населения: 22,1 % моложе 18 лет, 11,1 % с 18 до 24 лет, 29,5 % с 25 до 44 лет, 21,8 % с 45 до 64, 15,5 % 65 лет или старше. Средний возраст был 36 год. На каждые 100 женщин приходилось 88,2 мужчин. На каждые 100 женщин в возрасте 18 лет и старше приходилось 84,4 мужчин.
Средний доход на домашнее хозяйство составлял $37164 в год, средний доход на семью $44109. Мужчины имели средний доход $32008, женщины $24715. Средний годовой доход на душу населения города составил $18214. Около 8,6 % семей и 13,8 % населения были за чертой бедности, из них 19,8 % в возрасте до 18 лет и 10,3 % 65 лет и старше.
Ниже приводится динамика численности населения города.

## Галерея

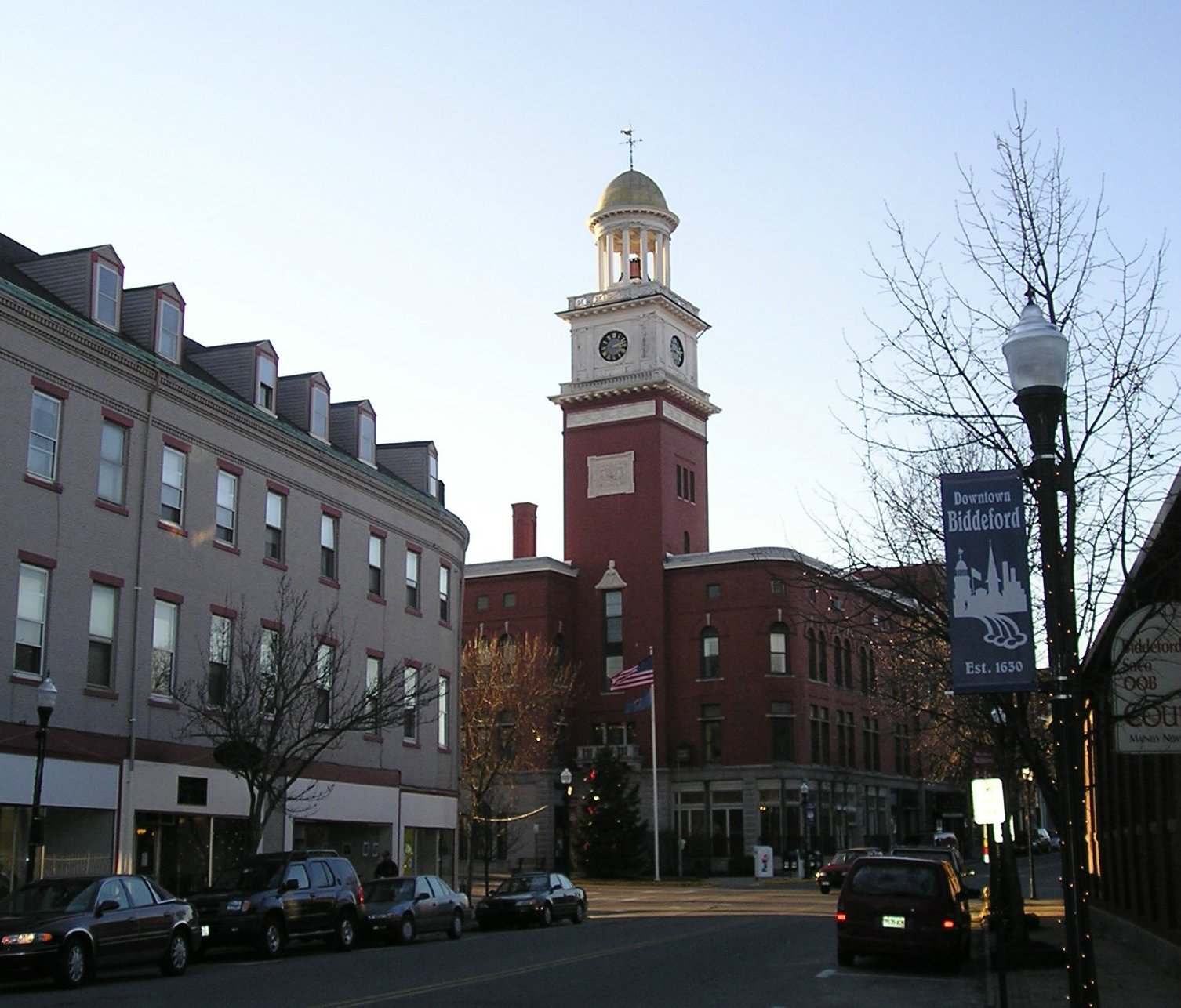
Мэрия города
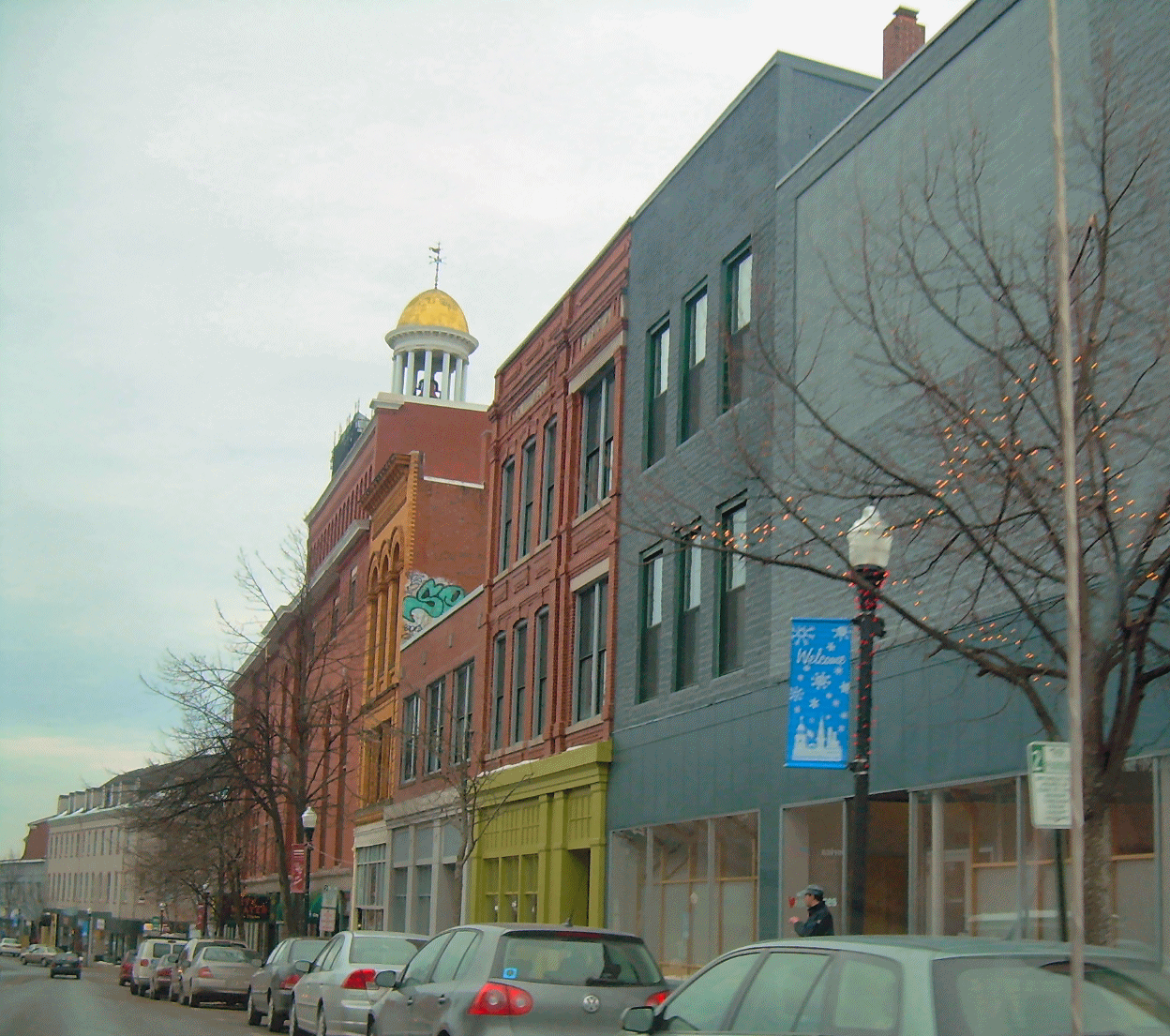
Деловая часть города
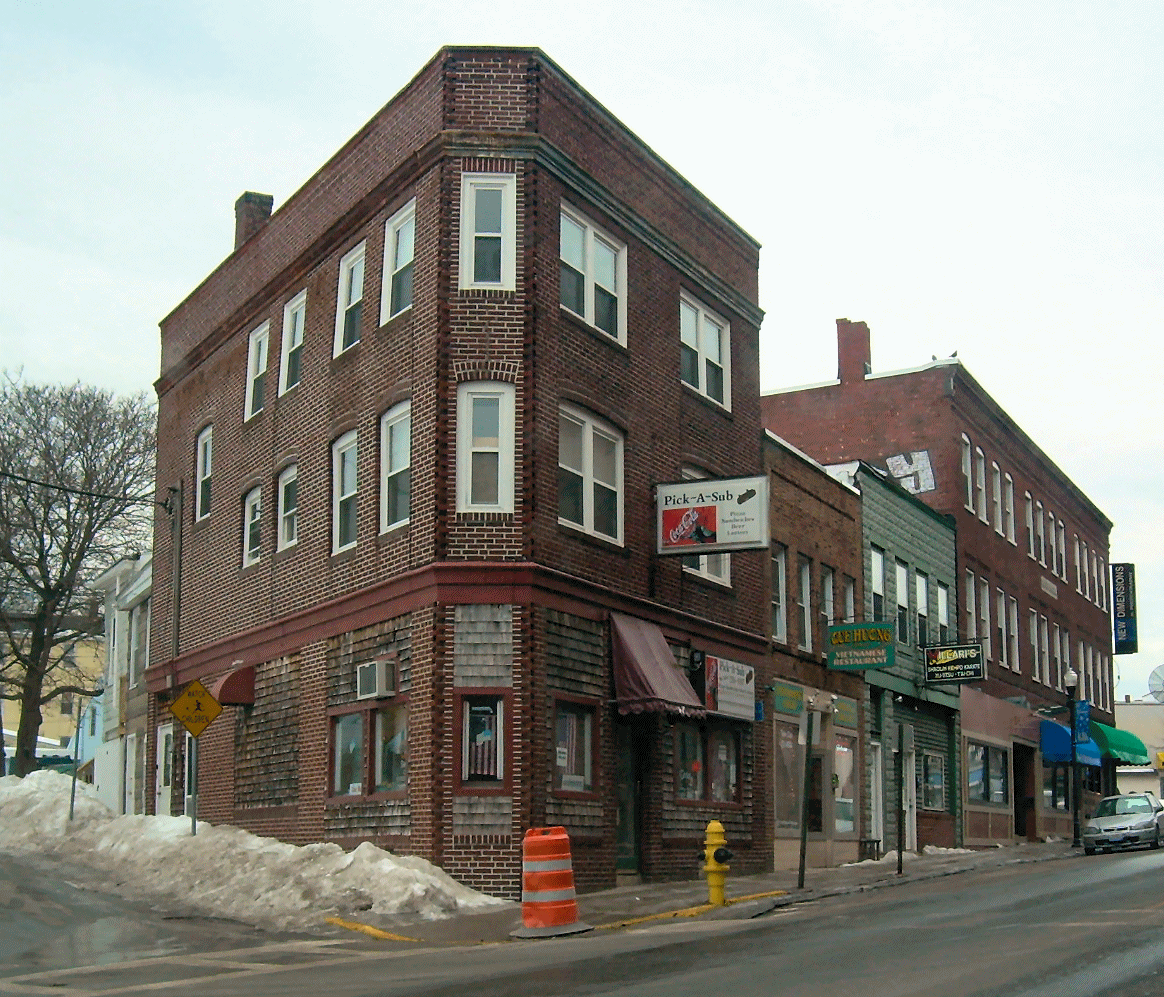
Мейн-стрит
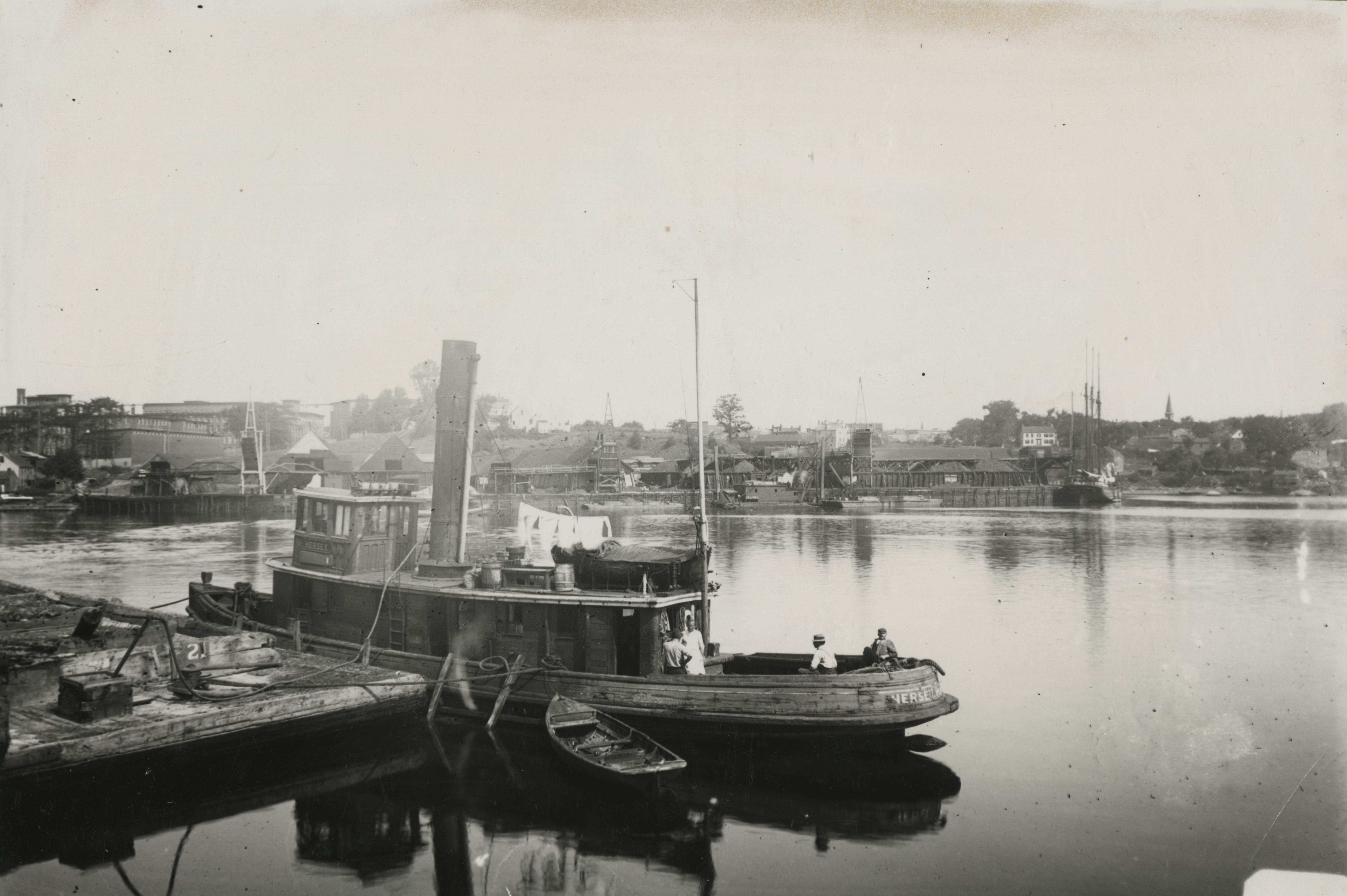
Буксир у городской пристани, 1912 год